# 中美號

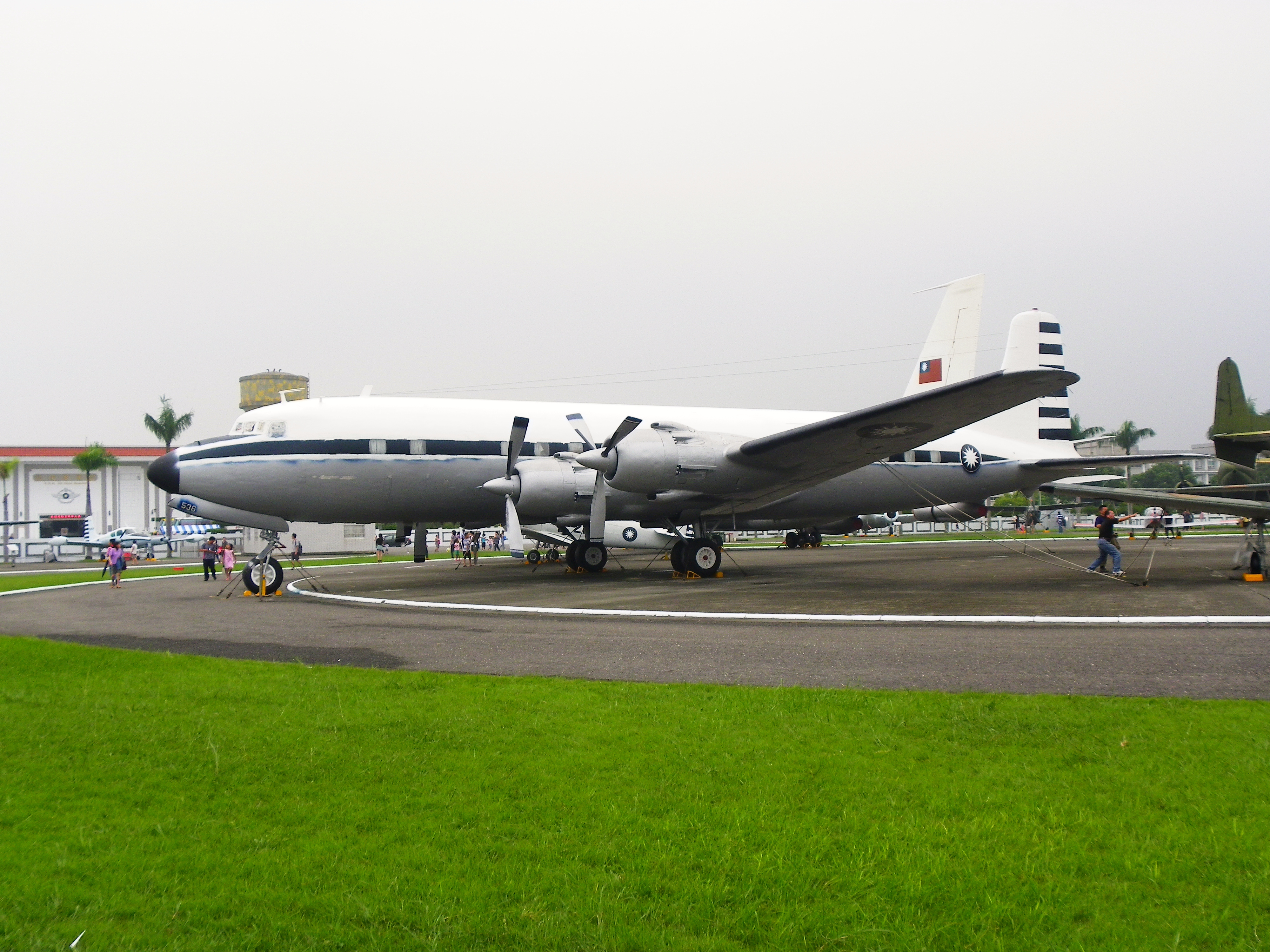
停放於空軍軍史館前空軍軍機展示場露天展示的第二代中美號

中美號是1946年至1991年間的中華民國總統行政專機。機號由總統蔣中正取中國與美国兩國和睦之美意、以及自己與妻子宋美齡之意，命名為「中美號」。在中美號購入的時代，鄰近的日本、韓國、越南、菲律賓等鄰國仍與中華民國有邦交，美國也還未斷交，因此專機出國的機會，比現在大得多。中美號一共經歷三代，直到空軍座機隊起用波音727-100客機開始，就未再繼續使用中美號之名。

## 演進

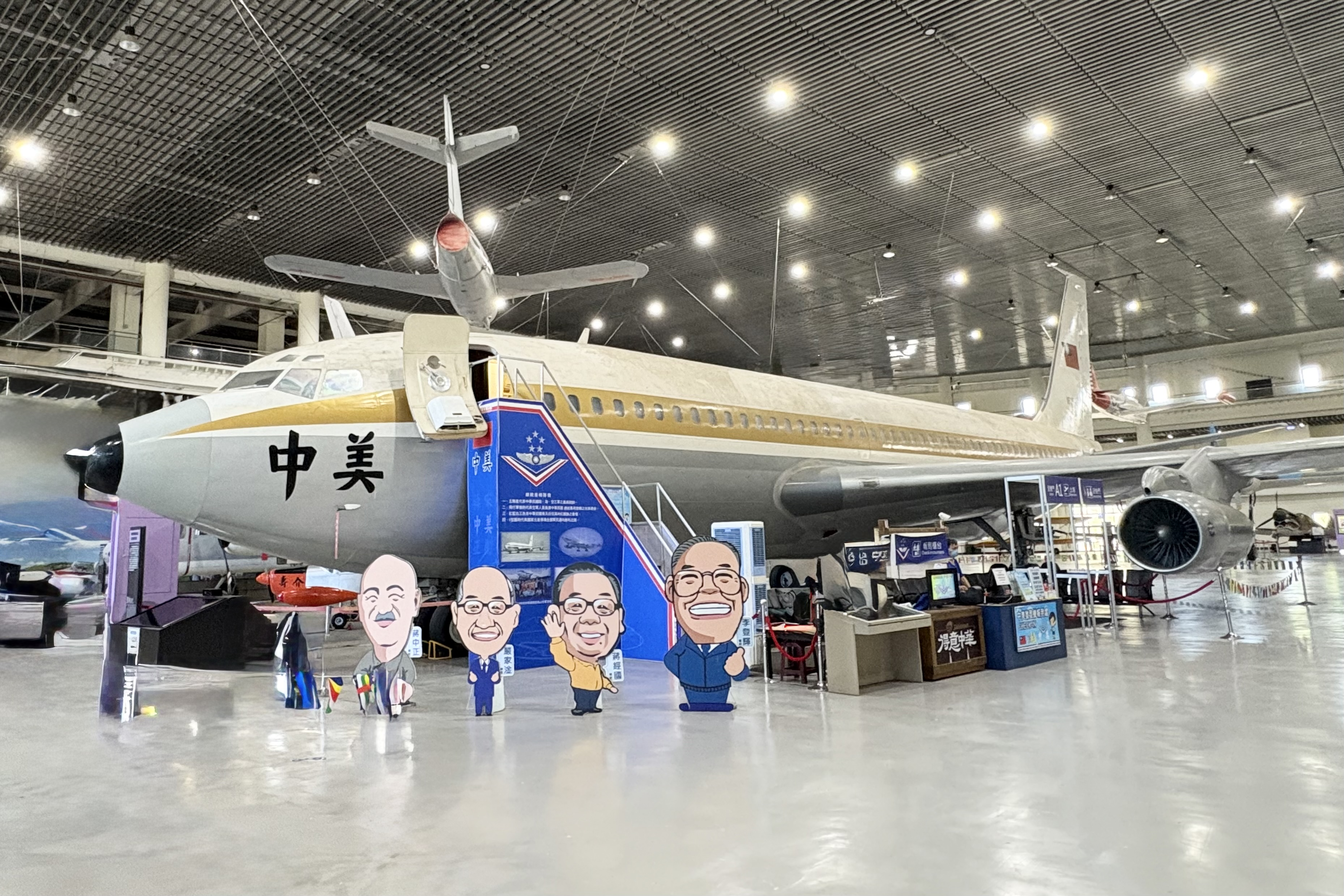
波音720-051B型客機(第三代中美號)。

- 第一代中美號

為道格拉斯C-54（道格拉斯DC-4）型客機。在抗戰勝利及二戰同盟國勝利後所購置，美方飛到上海江灣機場，此時空軍指派衣復恩前往接收，首先飛回南京大校場基地後再飛抵明故宮基地，由第十大隊負責保養維護。在卸下總統座機任務後，留在空軍專機中隊擔任一般專機，更名「光華號」，後來轉給中華航空，註冊編號B-1815，在中南半島的戰地包機任務損失。
- 第二代中美號

為道格拉斯C-118（道格拉斯DC-6B）型客機，編號18351。民國51年（1962年）投入服役，由松指部總統座機組負責保養維護。據可查史蹟：第二代中美號自泛美航空之子公司購入，斯時空軍指派汪積成上校赴美辦理購機事宜，安排汪正中、傅保民兩飛官前往美國佛州的棕櫚灣美空軍基地接受飛行訓練，結業後，即由汪上校負責接收新機，此時總統座機組擴編，分別由何以謙及申大堪擔任機務長。而後空軍購置新型噴射客機，第二代中美號遂於1971年解除總統座機任務，轉作將官專機任務，編號43536。直至78年12月除役，退役後尚留存，現停放於高雄市岡山區空軍軍史館前空軍軍機展示場露天展示。購置第二代中美號同時，也購置了C-118型航機作運輸任務，編號42682。1966年9月27日，蔣經國函電宋美齡：「中美號已飛美該機為安全見將先作檢查並換裝發動機於十月十日前後可抵紐約敬供大人使用謹聞兒」:307。
- 第三代中美號

為波音720-051B型客機，原註冊編號N721US，於1961年5月26日出廠。空軍於1971年12月5日自西北航空購入，並繼承了第二代中美號的編號18351，引進時時任總統的蔣中正儉樸作風，裝潢簡單素雅，只求舒適並可辦公。機艙內除駕駛艙外，分別為「總統座艙」，內有盥洗室、臥室與會客室，以及「高級隨員艙」，設有16個可旋轉沙發椅，兩兩併排對座，中間有摺疊桌方便議事，還有「一般隨員艙」，以通道分為左三右二配置，共30個座位，與一般民航機經濟艙座位配置相仿。專機上特有的尾翼國旗一正一反，又稱「順風旗」，象徵中美號一路順風，旅途順利。該機自1972年由總統座機組長周永隆上校率隊赴美接機，服役至1991年9月27日為止，以零缺點的光榮紀錄圓滿完成專送總統蔣中正、嚴家淦、蔣經國、李登輝、政府高級官員及世界各國元首任務306架次，其中有7次國外專送任務。退役後原本停放於空軍軍史館前空軍軍機展示場露天展示，今日展示於航空教育展示館。
機徽由曾國超設計。